# Genja Jonas

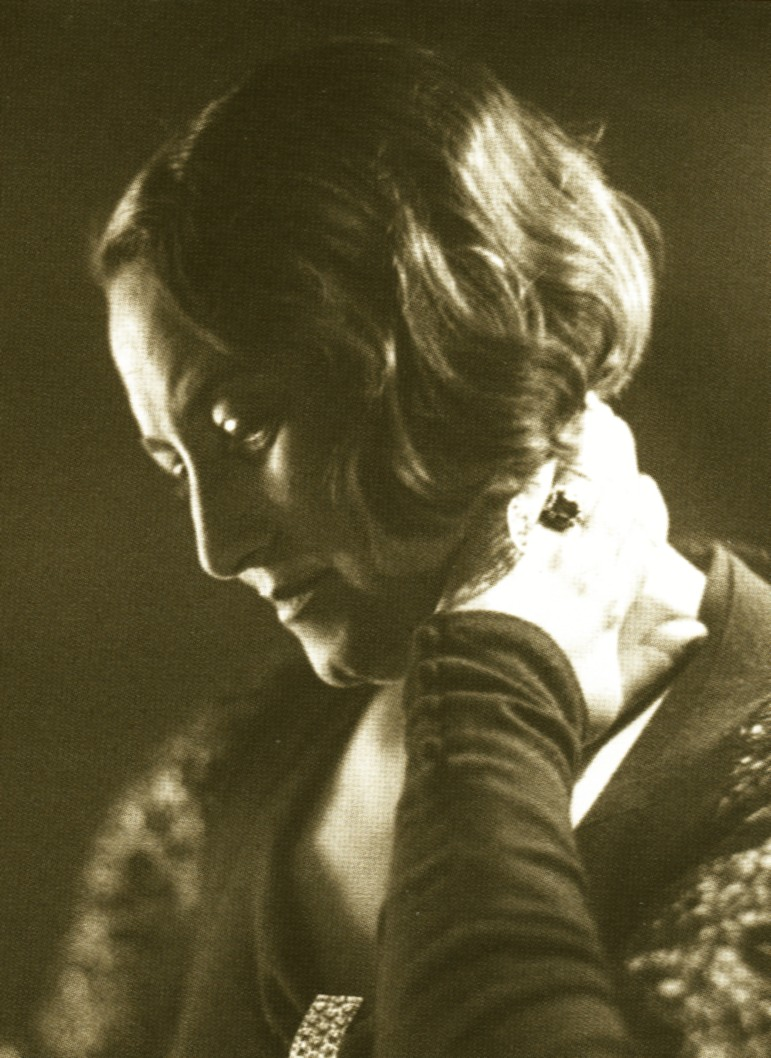
Genja Jonas: Zelfportret

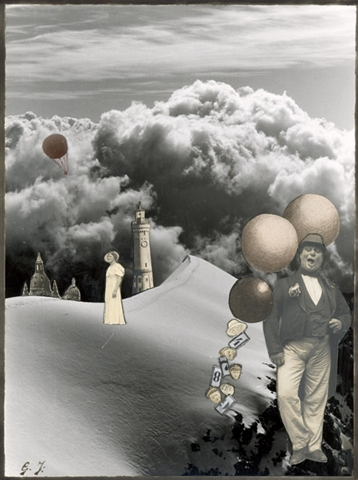
Collage van Genja Jonas

Genja Jonas, eigenlijk Jenny Jonas (Rogasen, Posen, 2 september 1895 – Dresden, 8 mei 1938), was een Duits fotografe.

## Leven en werk
Jonas werd geboren in een Joodse familie. Ze groeide op in Bromberg, waar haar vader sigarenhandelaar was. Na een opleiding tot fotograaf in Berlijn trok ze naar Dresden, waar ze in 1920 een fotostudio opende: „Portikus“. Al snel werd Jonas een van de meest gevraagde portretfotografen in Duitsland en had ze veel succes met haar exposities, ook in het buitenland. Bekend werden haar foto’s van danseres Gret Palucca. Ook maakte ze naam met haar fotocollages, welke haar in contact brachten met de Dada-beweging. Ze was nauw bevriend met Kurt Schwitters, met wie ze ook samen diverse collages maakte.
Na de machtsovername door Adolf Hitler in 1933 vluchtte haar oudere broer Max met haar ouders naar Rotterdam, waar hij eveneens sigarenhandelaar werd. Haar ouders werden in maart 1943 gearresteerd en naar Kamp Westerbork gedeporteerd, en van daaruit naar Sobibór. Daar kwamen ze op 23 juli 1943 om het leven.
Nadat Jonas’ man, Alfred Günther, zijn werk bij de Reichskulturkammer verloor emigreerde ook hij. Jonas zelf probeerde vanaf 1935 eveneens te ontkomen naar Londen, maar werd zwaar ziek en overleed in 1938, op 42-jarige leeftijd. Haar door collegafotografe Charlotte Rudolph overgenomen fotostudio, met veel van haar werk, werd in 1945 vernietigd tijdens het Bombardement op Dresden.

## Fotogalerij

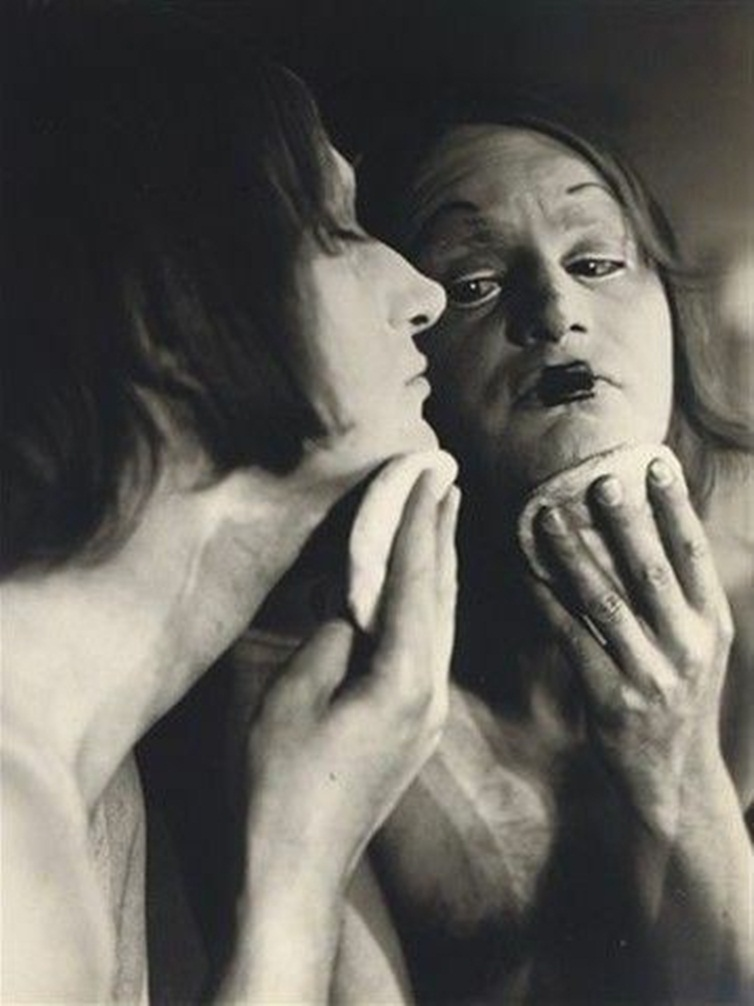
Acteur Adolph Wohlbrück
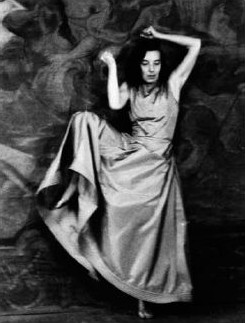
Danseres Gret Palucca
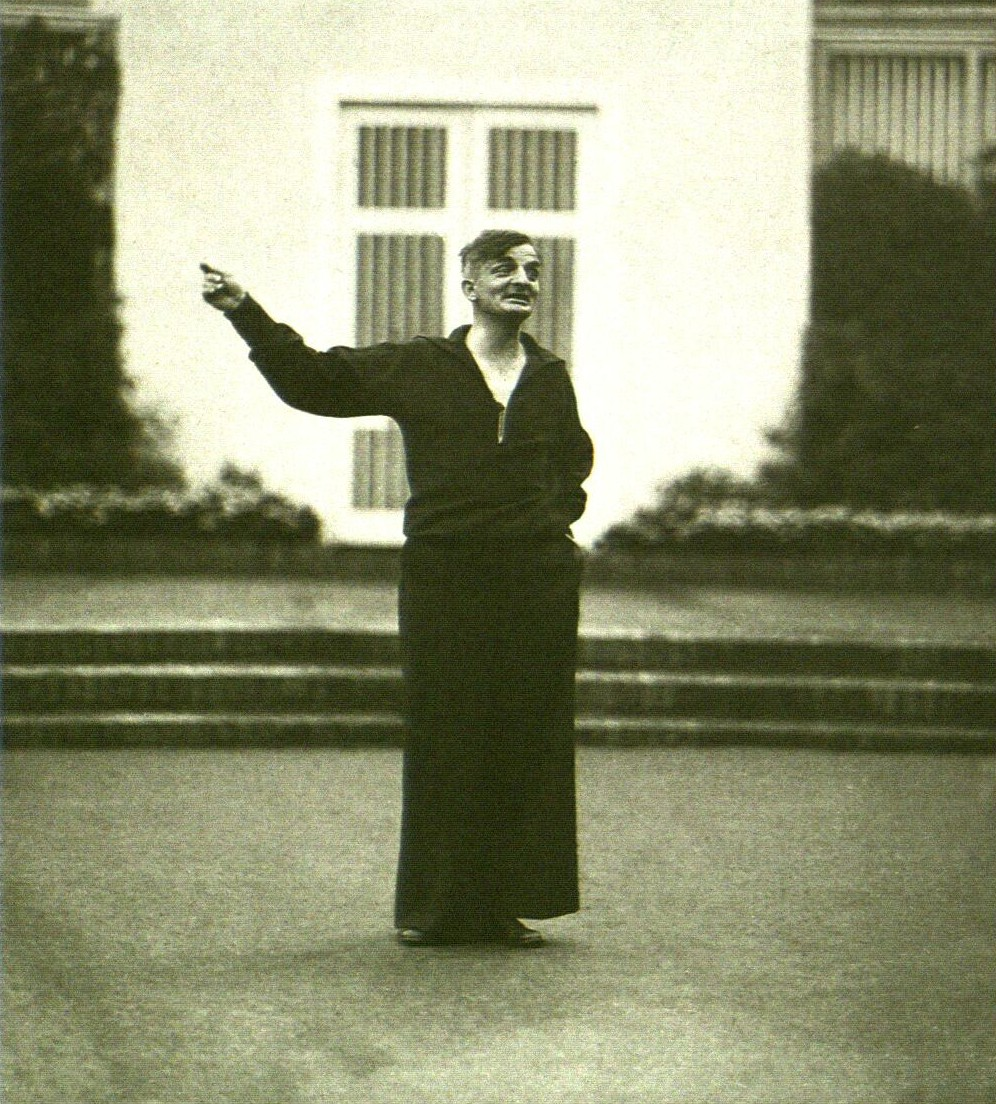
Schrijver-schilder Joachim Ringelnatz, 1926
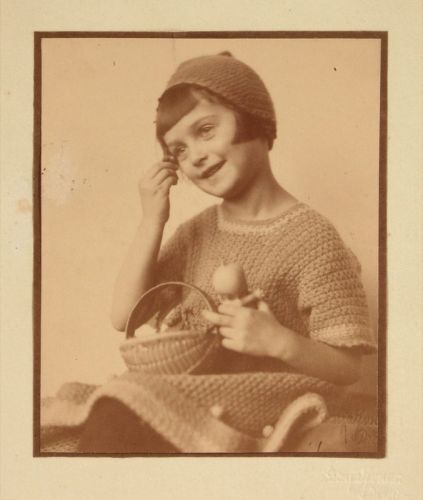
Mädchen im Strickkleid, 1930